# Ingmar De Poortere
Ingmar De Poortere (Gant, 27 de maig de 1984) és un ciclista belga, que fou professional des del 2003 al 2012. Combinava la carretera amb el ciclisme en pista, on va obtenir els majors èxits.

## Palmarès
- 2006
  -  Campió de Bèlgica en Persecució per equips (amb Tim Mertens, Kenny De Ketele i Steve Schets)
- 2007
  -  Campió de Bèlgica en Scratch
  -  Campió de Bèlgica en Persecució per equips (amb Tim Mertens, Kenny De Ketele i Dominique Cornu)

### Resultats a laCopa del Món
- 2008-2009
  - 1r a Cali, en Madison